# صادق سعدون عبد الرضا
صادق سعدون عبد الرضا من مواليد 12 يونيو 1972م، لاعب عراقي لكرة القدم سابق في مركز الدفاع، كان من اللاعبين العراقيين الذين احترفوا في كوريا الجنوبية، فلعب مع نادي آنيانج إل جي الكوري الجنوبي قبل أن يعود إلى العراق ويكمل مسيرته مع نادي الطلبة العراقي، واعتزل اللعب نهائياً سنة 2005م، واشتهر باللعب مع منتخب بلاده في كأس آسيا 2000.

## مصدر
1. ↑  Hassanin Mubarak. "Player Database". iraqsport.com. مؤرشف من الأصل في 2001-04-24.

## وصلات خارجية
- صادق سعدون عبد الرضا على موقع دوري كوريا الجنوبية (الإنجليزية)
- صادق سعدون عبد الرضا على موقع قاعدة بيانات كرة القدم.إي يو (الإنجليزية)
- صادق سعدون عبد الرضا على موقع ناشيونال فوتبول تيمز (الإنجليزية)